# Daishō-in (Miyajima)

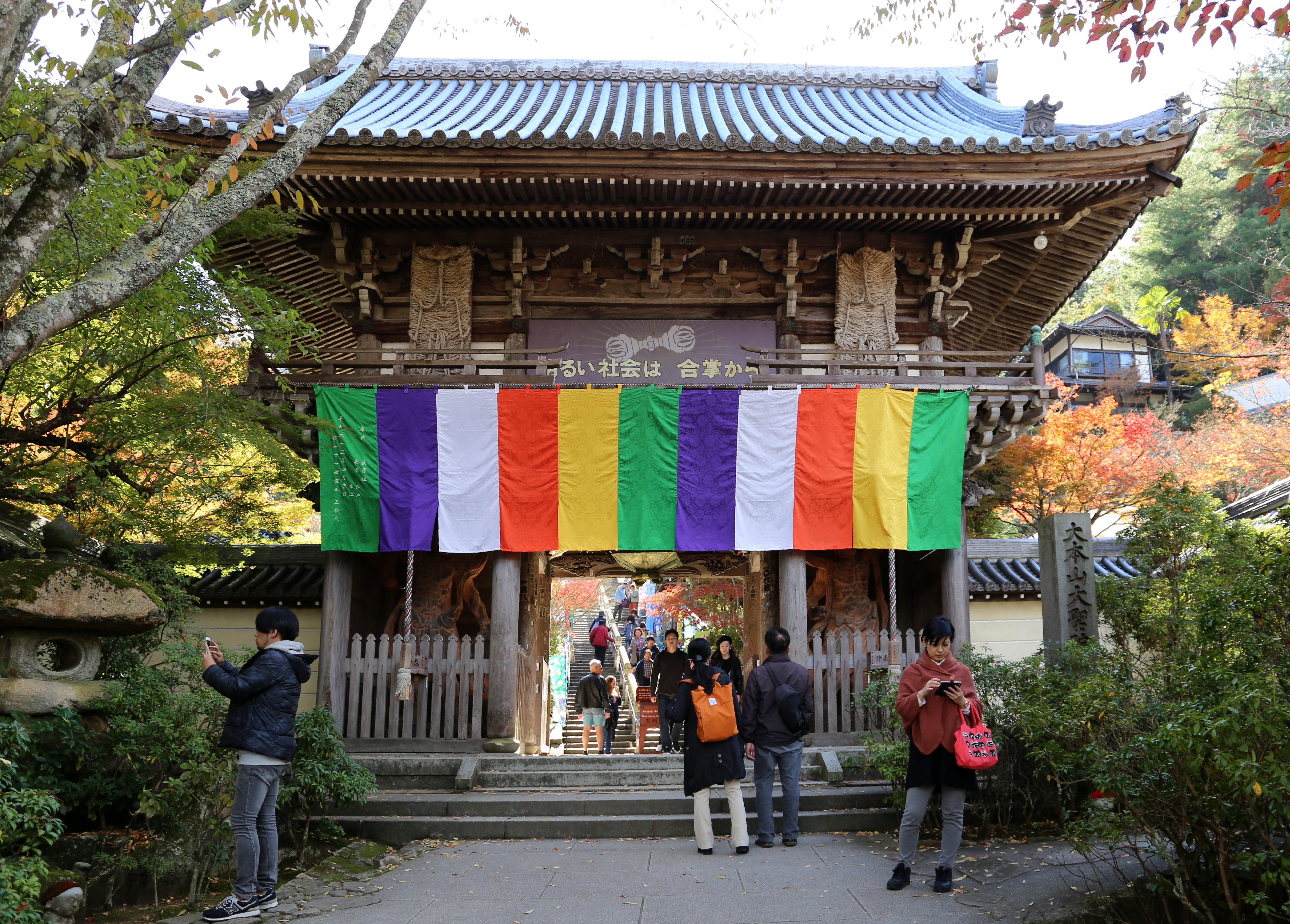
Porte niōmon

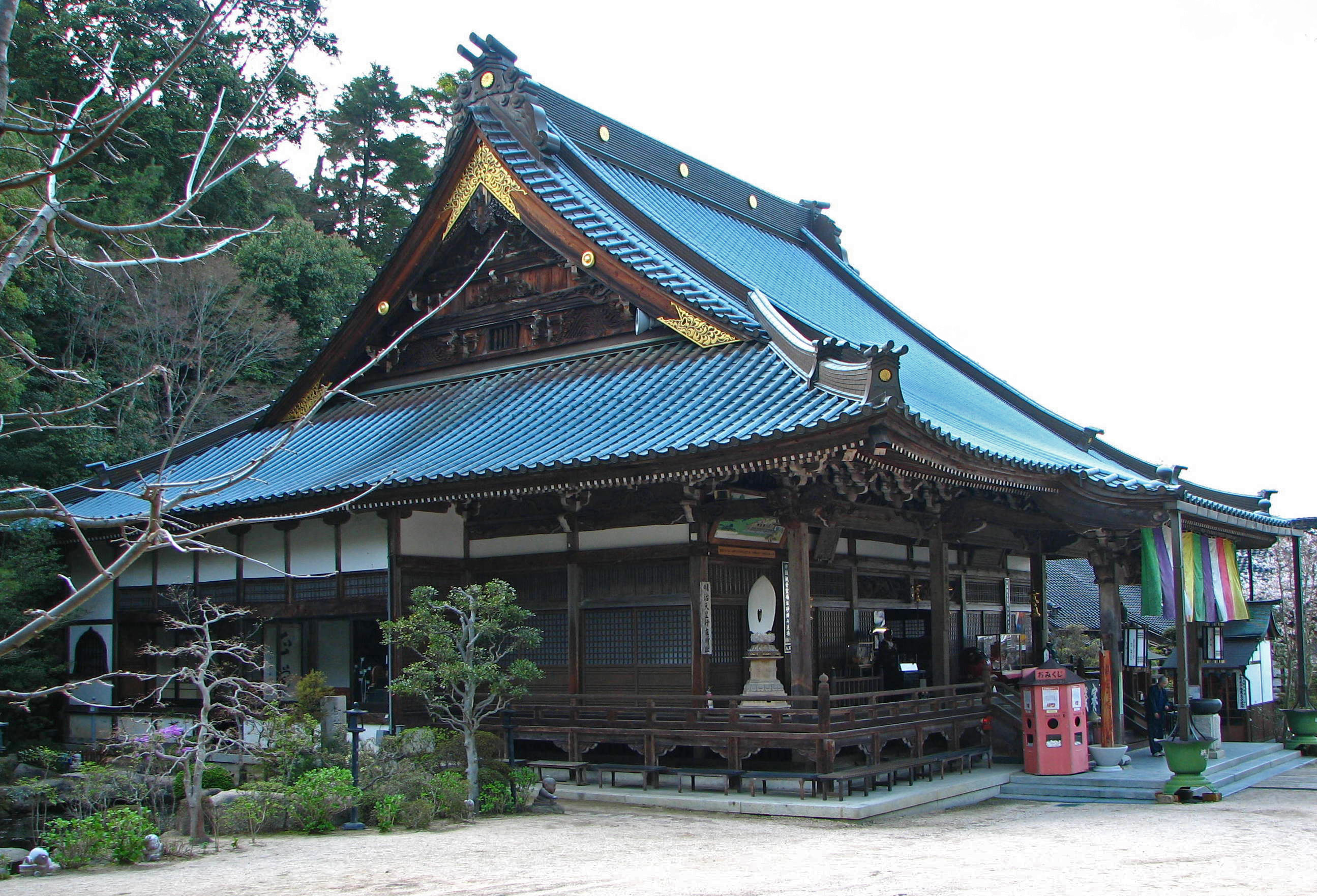
Kannon-dō

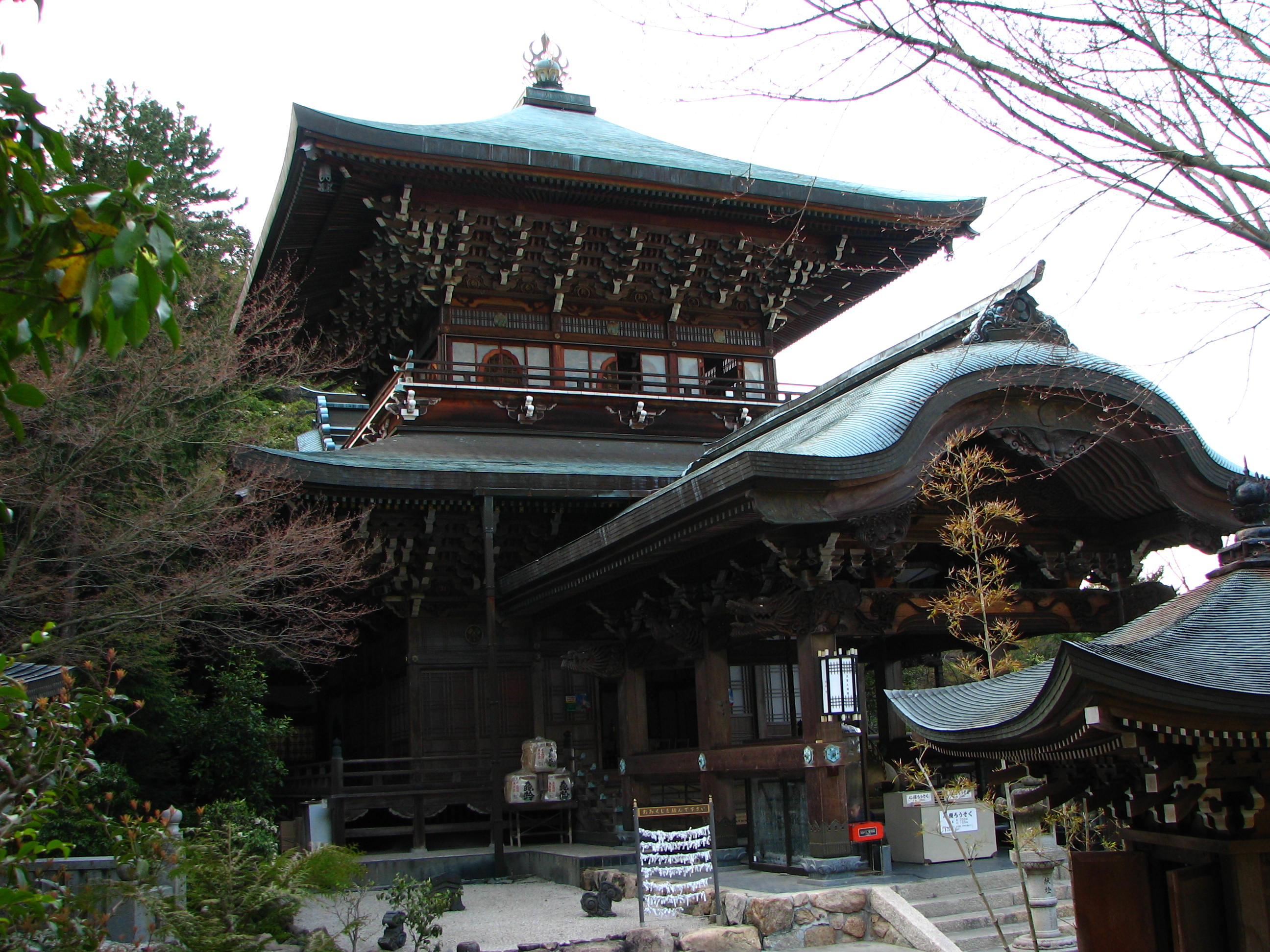
Maniden

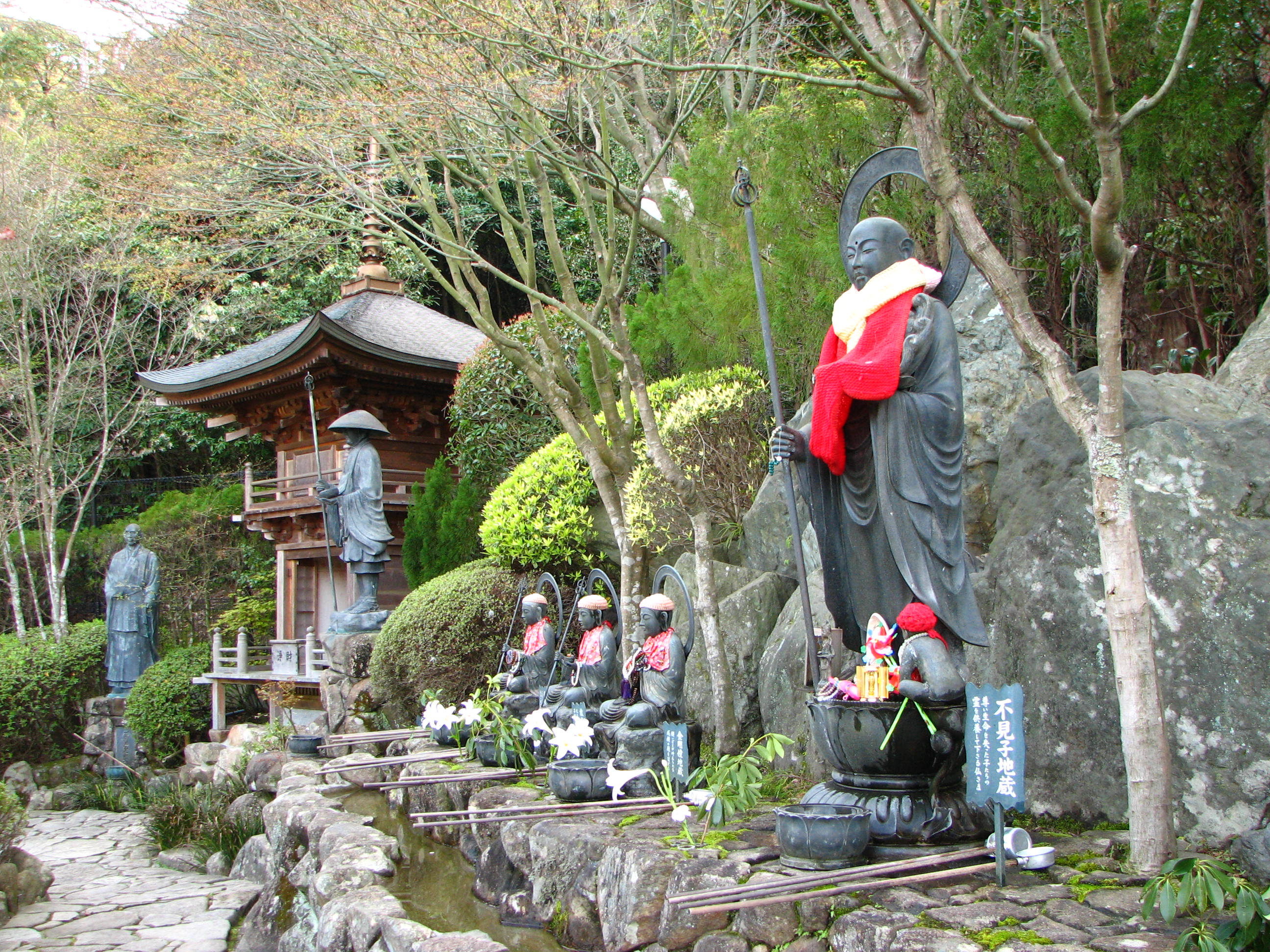
Statues Jizō du Daishō-in

Le Daishō-in ou Daisyō-in (大聖院) est un temple bouddhiste historique situé sur le mont Misen, la montagne sacrée de l'île de Itsukushima au large des côtes de Hatsukaichi au Japon. 14e des 33 temples du pèlerinage de Chūgoku Kannon, il est réputé pour ses érables et leurs couleurs automnales. Il est aussi appelé Suishō-ji (水精寺). Avec le mont Misen, Daishō-in se trouve dans la zone du patrimoine mondial du sanctuaire Itsukushima-jinja.
Il y a dans le temple une flamme qui serait allumée depuis sa fondation c'est-à-dire depuis plus de 1 200 ans,.

## Histoire
- Daishō-in est fondé par le moine Kūkai, connu sous le nom posthume de Kōbō-Daishi (弘法大師?), en 806, première année de l'ère Daidō.

Kūkai est un des moines les plus connus du Japon et le fondateur du Bouddhisme Shingon.
plus ancien temple d'Itsukushima.
- Par ordre de l'empereur Toba, c'est l'endroit désigné pour prier pour la paix et la sécurité de la nation.
- L'empereur Meiji y séjourne le 31 juillet 1885 lors de sa visite au Itsukushima-jinja.
- Les travaux de remise en état du chemin d'accès au mont Misen sont terminés en 1905 avec un financement assuré par Itō Hirobumi.
- Dégâts importants causés par le 19e typhon du 27 septembre 1991.
- Le 14e Dalai Lama visite Itsukushima pour célébrer le 1200e du Daishō-in du 3 au 8 novembre 2006.

Il y a aussi de nombreux bâtiments, les portes du temple et de nombreuses statues de Kannon, de Jūichimen Kannon, de Fudō-myōō (Acala) et des Sept Divinités du Bonheur sur et autour du mont Misen.